# Kakelugnsmordet

Kakelugnsmordet, även i media känt som tandläkarmordet, var ett mord som inträffade i Stockholm på skärtorsdagen den 19 april 1962. Tandläkaren Robert Aspelin slogs ihjäl av den bankanställde Wilhelm Rodius, som ville dölja att han förskingrat pengar från Aspelin för att finansiera renoveringen av en herrgård.

## Bakgrund
Enslingen Robert Aspelin var känd i centrala Stockholm som ett "original" och en i allmänhet udda figur. Trots att han var utbildad tandläkare kom han i princip aldrig att arbeta utan levde ett ensligt och tillbakadraget liv i en liten enrumslägenhet i centrala Stockholm. Aspelin hade dock gott om pengar, han kom från en rik familj och hade vid ett par tillfällen fått ärva större summor pengar, senast av sin syster 1961. På detta sätt klarade han sig ekonomiskt. Aspelin hade sitt bankkonto på Handelsbanken på Fredsgatan där Vilhelm Rodius arbetade som kamrer. Rodius kom med åren att bli Aspelins personlige bankman. I början av 1960-talet började Rodius ekonomiska situation bli allt mer ansträngd. Ett par år tidigare hade han köpt en herrgård, Hässle invid Lårstaviken i Fittja socken, och satt igång med omfattande renoveringsarbeten av den, men dessa drog ut på tiden och Rodius pengar tog slut. I detta skede började han i desperation att förskingra pengar från Robert Aspelins konto genom att manipulera Aspelins uttagskvitton varje gång denne kom in på banken och ville ta ut pengar, vilket skedde ungefär en gång i veckan. På det här sättet lyckades Rodius inom loppet av något år förskingra Aspelins samlade tillgångar på omkring 300 000 kronor i den tidens penningvärde.

## Mordförsök och mord
När pengarna på Aspelins konto i början av 1962 i princip var slut började Rodius oroa sig för att hans omfattande förskingringsbrott skulle upptäckas och bestämmer sig då att han ska döda Robert Aspelin i ett försök att dölja sitt brott. Han försöker för första gången redan den 1 februari 1962, Aspelin hade då varit uppe på banken och Rodius ledde sedan ut honom genom bankens baktrappa. Där knuffar han ut Aspelin för trappan i hopp om att han ska dö av fallet, vilket dock inte lyckas. Aspelin förstod aldrig riktigt vad som hänt men skrev i sin dagbok om händelsen "Glöm aldrig fallet i banktrappan den 1:a februari! Kunde ha dött!".
På skärtorsdagen den 19 april samma år gör Rodius ett nytt försök. Han bjuder då Aspelin på lunch på Restaurang Minerva utmed Kungstensgatan. Efter att lunchen är avklarad bjöd Rodius sedan hem Aspelin till sin lägenhet på Drottninggatan 95 D där han slår ihjäl Aspelin med en knölpåk varefter han styckade upp kroppen och brände upp den i de tre kakelugnarna i sin lägenhet. Huset där brottet begicks revs kort därefter, vilket försvårade bevisningen. Mordet uppdagades eftersom Aspelin, som hade psykiska problem, hade fört en rad anteckningar där Rodius nämndes, bland annat angående "fallet i banktrappan". Polisen fann att Aspelin samma dag som denne försvann hade varit på bankbesök hos Rodius. Polisen började då granska Aspelins ekonomi och upptäckte snart att en stor summa pengar försvunnit från hans konto. De tog därefter in Rodius på förhör, och efter en tid erkände han både förskingringen och mordet. Polisen trodde först inte på den misstänktes historia, och kontrollerade dess trovärdighet genom att stycka en gris och bränna upp den i kakelugnar av motsvarande typ. Det visade sig vara möjligt att göra på den tid som Rodius angett, utan att få några större benbitar kvar. Rodius dömdes till livstids straffarbete, vilket så småningom begränsades till fjorton år. 

## Om offret och gärningsmannen
Robert Aspelin var född den 19 augusti 1893 som son till stadsläkaren Mauritz Aspelin och dennes första hustru Hilda von Hauswolff, vilken avled elva dagar efter sonens födelse. Han växte i stället upp med fadern och styvmodern Anna, född Janssen och tidigare gift Scholander. En äldre syster till Robert Aspelin var teckningslärarinnan, konstnären och barnboksförfattaren Signe Aspelin (det var primärt arvet efter henne som Rodius förskingrade). På faderns önskemål hade Robert Aspelin först studerat till läkare, men en hypokondrisk läggning hade tvingat honom att byta inriktning och bli tandläkare i stället, ett yrke han dock i praktiken aldrig kom att utöva. Han gick även en tid i Otte Skölds målarskola. 
Efter avtjänat straff gick Rodius tillbaka till ett vanligt liv. Han föddes den 2 mars 1911, avled den 17 juni 2007 och begravdes 26 juli 2007 i minneslunden på Berthåga kyrkogård i Uppsala.